# بیماری فون‌ویلبراند
بیماری فون‌ویلبراند (به انگلیسی: Von Willebrand disease) (vWD) شایع‌ترین اختلال خون‌ریزی‌دهندهٔ ارثی است. این بیماری بر اثر نقص کیفی یا کمی در فاکتور فون‌ویلبراند (یک پروتئین که برای چسبندگی پلاکت‌ها ضروری است) ایجاد می‌شود.
بیماری فون‌ویلبراند سه شکل دارد: ارثی، اکتسابی و پلاکتی. شکل ارثی آن به سه نوع تقسیم می‌شوند. شکل پلاکتی این بیماری نیز به‌صورت ارثی ایجاد می‌شود.
بیماری نوع ۱ به مراتب شایعترین نوع vWD است به شکلی که اکثر افرادی که به این بیماری مبتلا هستند بی‌نشانه می‌باشند یا تظاهرات خفیفی از بیماری، مثل خون‌ریزی‌های مخاطی، را نشان می‌دهند.
این بیماری به افتخار پزشک فنلاندی اریک آدولف فون‌ویلبراند پس از اینکه اولین بار این بیماری را در سال ۱۹۲۶ شرح داد، نام‌گذاری شده‌است.

## علائم و نشانه‌ها
اشکال مختلف این بیماری، انواع متفاوت و متغییری از خون‌ریزی را ایجاد می‌کنند. از یک کبودی ساده تا خون‌دماغ و خون‌ریزی‌های لثه. خانم‌ها ممکن است دچار منوراژی‌های شدید یا خونریزی‌های فراوان در حین زایمان شوند.

## تشخیص
برای تشخیص، فاکتور فون‌ویلبراند، پلاسمای بیمار، از لحاظ کمی و کیفی بررسی می‌شود. فاکتور هشت بیمار نیز به علت همبستگی کار این دو فاکتور با هم بررسی می‌شود. کمبود فاکتور فون‌ویلبراند می‌تواند به پایین آمدن سطح فاکتور هشت بینجامد.

## طبقه‌بندی
انواع ارثی این بیماری به ۴ دستهٔ نوع ۱، نوع ۲، نوع ۳ و نوع پلاکتی تقسیم می‌شود.

### نوع ۱
نوع ۱ این بیماری ۶۰ تا ۸۰ درصد کل بیماران فون‌ویلبراند را تشکیل می‌دهد. در این نوع فاکتور فون‌ویلبراند مشکل کمی دارد و تولید آن کاهش می‌یابد.
بیماران عمدتاً دارای خونریزی‌های مخاطی هستند، اگرچه خونریزی پس از عمل جراحی نیز می‌تواند دیده شود. در بیشتر موارد vWD نوع ۱ خفیف نخستین بار هنگام کشیدن دندان، به ویژه دندان عقل یا جراحی برداشتن لوزه خود را نشان می‌دهد.

### نوع ۲
بیماران نوع ۲ دارای نقائص کارکردی هستند. در این نوع مقادیر فاکتور فون‌ویلبراند کافی است ولی ساختمان پروتئینی دچار نقص است.

#### نوع ۲ای (2A)
در این نوع اختلال کارکرد ناشی از کاهش توانایی فاکتور فون‌ویلبراند برای چسبیدن به گلیکوپروتئین ۱ بر غشای پلاکت است.

#### نوع ۲بی (2B)
در این نوع اختلال ناشی از جهش‌های کارکردزایی (gain of function mutations) است که موجب افزایش اتصال خودبه‌خود vWF به پلاکت‌ها در جریان خون، به همراه پاک‌سازی آنها توسط دستگاه رتیکولواندوتلیال می‌شوند.

#### نوع ۲ام (2M)
در این نوع اختلال ناشی از گروهی از جهش‌هاست که موجب سوء کارکرد مولکول می‌شوند اما بر ساختمان مولتی‌مر تأثیر ندارند.

#### نوع ۲ان (2N)
مشکل در اتصال فاکتور فون‌ویلبراند با فاکتور انعقادی هشت است.

### نوع ۳
در این نوع، که شدیدترین نوع بیماری‌است بیماران عملاً فاقد آنتی‌ژن vWF هستند. این بیماران دارای نشانه‌های مخاطی و مفصلی پس از عمل جراحی و نیز سایر نشانه‌های خون‌ریزی هستند.

### نوع پلاکتی
در این نوع، مشکل در نقص ژنتیکی پلاکت‌هاست که به صورت اتوزومال غالب بروز می‌کند. نقص در گیرندهٔ گلیکوپروتئین ۱ بر روی پلاکت‌هاست که تمایل آن را به فاکتور فون‌ویلبراند کاهش می‌دهد.

## درمان
برای بیماران نوع ۱ و نوع ۲ از دسموپرسین (DDAVP)استفاده می‌شود. دسموپرسین باعث رهایی فاکتور فون‌ویلبراند و فاکتور هشت از ذخایر اندوتلیال می‌شود. این ماده را می‌توان به صورت وریدی یا از طریق افشانه درون بینی تجویز کرد. از این دارو می‌توان برای اقداماتی که با میزان خفیف تا متوسط خطر خون‌ریزی همراهند استفاده کرد.
DDAVP در بیماران نوع ۲بی (2B) منع مصرف دارد. این دارو ممکن است در این بیماران خطر ترمبوسیتوپنی و عوارض ترومبوتیک را تشدید کند.
DDAVP در بیماران نوع ۲ام (2M) و ۲ان (2N) احتمالاً بی‌تاثیر است. این دارو هیچ تأثیری بر بیماران نوع ۳ ندارد.
دسموپرسین آنالوگ مصنوعی هورمون وازوپرسین است.